# Jižní nábřeží (Londýn)

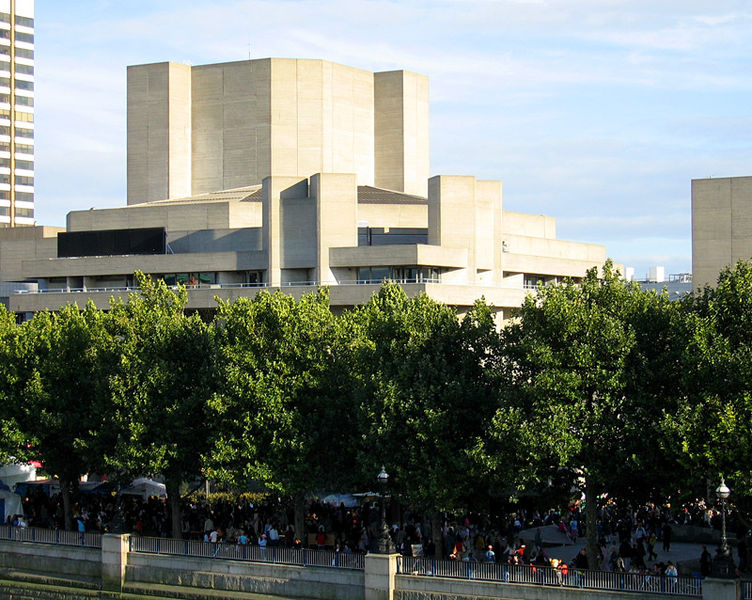
Královské národní divadlo je součástí sestavy uměleckých budov, které vytváří South Bank Centre. Část věže Londýnského televizního centra je vidět v levé části.

Jižní nábřeží (South Bank) je oblast v Londýně na jižním břehu Temže, nedaleko od železničního nádraží Waterloo, ve které se nachází množství významných kulturních staveb a institucí. Území náleží pod správu obvodů Lambeth a Southwark. Zde se v roce 1951 konal Britský festival, u jehož příležitosti byla postavena budova Royal Festival Hall, nyní součást South Bank Centre.
Následně v roce 1967 byly otevřeny Queen Elizabeth Hall a Purcell Room, v roce 1968 Hayward Gallery a v roce 1976 Královské národní divadlo. V jejich sousedství se nacházejí Národní filmové divadlo a Britský filmový institut, jehož součástí je i kino s vysokým rozlišením systému IMAX.
Poblíž Národního divadla se tyčí zvláštní bílá věž budovy London Weekend Television (LWT), kde sídlí produkce nejdéle vysílaného uměleckého televizního programu The South Bank Show. Od roku 1993 odsud vysílají televizní společnosti Carlton Television a GMTV a tak je budova označována jako Londýnské televizní centrum.
Navzdory plánům na vybudování rozsáhlých komerčních objektů v 70. a 80. letech 20. století bylo po nátlaku společenských organizací a rekonstrukci Oxo Tower prosazeno aby byl zachován různorodý charakter této oblasti včetně obytných jednotek a otevřených prostranství.

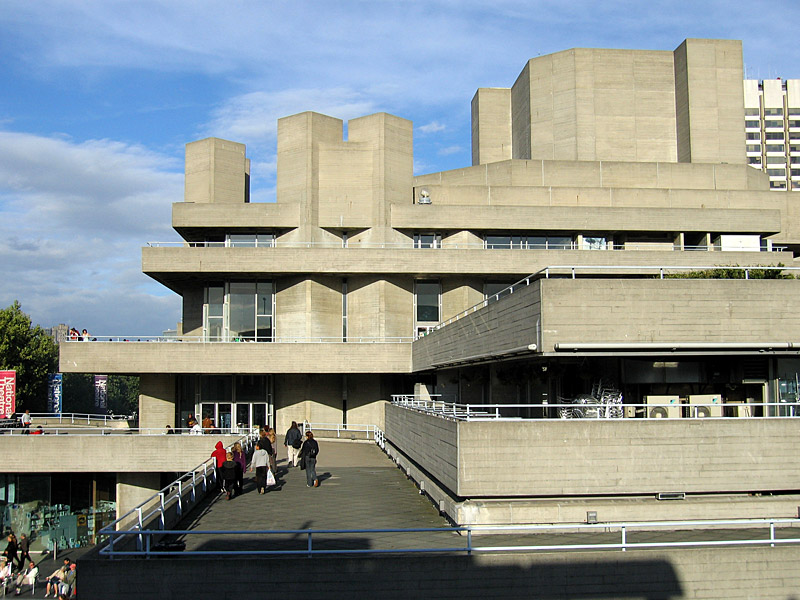
Královské národní divadlo – příklad brutalistické architektury. Princ Charles jednou uvedl, že mu připomíná jadernou elektrárnu.

Na západ od Royal Festival Hall za železničním viaduktem vedoucím k Hungerford Bridge je veřejný park Jubilee Gardens, který ji odděluje od blízké County Hall. Nedaleko odtud stojí nejvyšší vyhlídkové kolo na světě Londýnské oko, postavené u příležitosti nového milénia.
Dále na východ stojí galerie Tate Modern. Za ní na Bankside se nachází replika Shakespearova divadla Globe a směrem na London Bridge Borough Market.